# شهرستان تلئورمان
شهرستان تلئورمان (به لاتین: Teleorman County) یک județ در رومانی است که در رومانی واقع شده‌است.

## خصوصیات
شهرستان تلئورمان ۳۶۰٬۱۷۸ نفر جمعیت دارد.